# Ljuba Arnautović

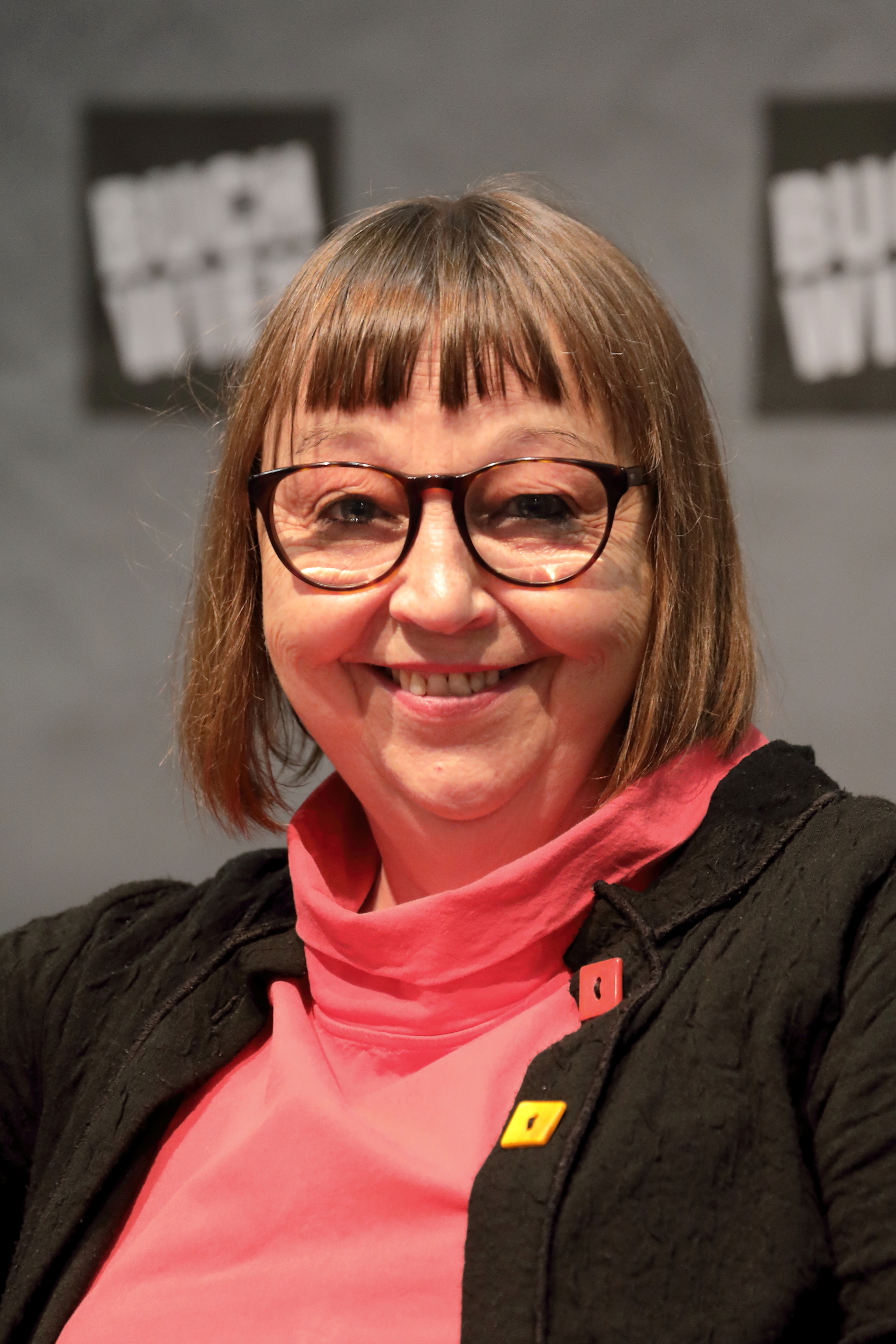
Ljuba Arnautović

Ljuba Arnautović (* 1954 in Kursk, Sowjetunion) ist eine österreichische Übersetzerin, Journalistin, Autorin und Schriftstellerin.

## Werdegang
Ljuba (Ljubow) Arnautović ist die Tochter des aus Wien stammenden Karl Arnautović (1924–2000), der 1934 zusammen mit seinem Halbbruder Slavoljub vom Schutzbund auf die Krim verschickt worden war. Ihr Vater wurde 1943 in der Sowjetunion zu zehnjähriger Lagerhaft verurteilt, ihr Onkel Slavoljub verstarb 1942 in sowjetischer Haft. Ljubow Arnautović wurde in einem Arbeitslager geboren, ihre Mutter Nina (1929–2001) war Russin. Nach seiner Entlassung aus dem Lager im Jahre 1956 kehrte Karl Arnautović mit Frau und Tochter nach Österreich zurück. Wenig später ging ihre Mutter mit Ljuba wieder in die Sowjetunion zurück und zog 1960 wieder nach Wien. Nach der Scheidung der Eltern wuchs Ljuba Arnautović beim Vater auf.
Ljuba Arnautović lebte seit 1960 in Wien, München, Moskau und lebt seit 1987 konstant in Wien. Sie schrieb  Features, Reportagen und Essays für den Radiosender Ö1. Daneben zählt Ljuba Arnautović gemeinsam mit Udo Somma zu den  österreichischen Experten auf dem Gebiet der Audiodeskription (Hörfilm).
Im Februar 2018 erschien ihr erster Roman Im Verborgenen.

## Auszeichnungen
- Nominierungen zum Radiopreis f. Erwachsenenbildung 2003–2007
- exil Literaturpreis 3. Platz 2013
- exil Literaturpreis 2014: 1. Platz für die Kurzgeschichte „Es dürfen Ersatzstoffe verwendet werden“[4][5][6][7]
- Projektstipendium des Bundes 2015/16 für die Arbeit am ersten Roman "Im Verborgenen"
- 2018: Floriana – zweiter Platz für "Im Verborgenen"[8]
- Projektstipendium des Bundes 2018/19 für die Arbeit am zweiten Roman "Junischnee"
- Shortlist Österreichischer Buchpreis/Debüt 2018 ("Im Verborgenen")
- Wiener Buchprämie 2018
- Literar Mechana Jubiläumsfonds-Stipendium 2019/20
- Österreichische Buchprämie 2021 des Bundesministeriums Kunst, Kultur, öffentlicher Dienst und Sport "...für besonders gelungene Neuerscheinungen österreichischer Autorinnen und Autoren in österreichischen Verlagen..." für "Junischnee"
- Wiener Buchprämie 2021 der Stadt Wien Kultur für "Junischnee"

## Werke und Publikationen (Auswahl)
- Gulag Songs, Radio Ö1 Spielräume, 2013[9]
- Onkel Slavko. Ein Protokoll, Feature (Radio Ö1/Deutschlandradio Kultur), 2006, mit: Vera Borek, Petra Morzé, Florian Teichtmeister, Michael König, Joachim Meyerhoff u. a., Regie: Harald Krewer, Dauer: 54’25[10][11]
- Das traurige Gewand, In: Die Rampe 2/2011, Trauner, Linz
- Flüsse, Ed. Atelier, Wien 2011
- Dörthe und der Klassenkampf und Die Schleuse, In: Doris Fleischmann, Marlen Schachinger (Hrsg.): Brüchige Welten : Spuren suchen – Spuren schreiben, Ed. Atelier, Wien 2012
- Abermals krähte der Hahn, In: Karin Ballauff, Petra Ganglbauer, Gertrude Moser-Wagner (Hrsg.): Veza Canetti lebt: Sozialkritische Literatur zeitgenössischer Autorinnen. Promedia, Wien  2013
- Begehren, In: kolik. Zeitschrift für Literatur, 2013
- Im Verborgenen, Picus-Verlag, Wien 2018, ISBN 978-3-7117-2059-7
- Junischnee, Zsolnay-Verlag, Wien 2021, ISBN 978-3-552-07224-4
- Erste Töchter, Roman, Zsolnay-Verlag, Wien 2024, ISBN 978-3-552-07508-5

## Übersetzungen
- 2019: Übersetzung von "Im Verborgenen" ins Niederländische von Kris Lauwerys & Isabelle Schoepen: "Eva's geheimen", ISBN 978-94-6393-012-3, Borgerhoff & Lamberigts, Gent, https://borgerhoff-lamberigts.be/
- 2021: Übersetzung von "Junischnee" ins Serbische von Relja Drazić: "Junski sneg", ISBN 978-86-7188-203-3, Neusatz Verlag, Novi Sad (Serbia), https://www.neusatz.rs/

## Lesungen (Auswahl)
- Literaturhaus Wien (2011 und 2014)
- Podium Sommer-Lesereihe (Juli 2012)
- Stifterhaus Linz (2014)
- Termine aktuell